# Микеле Мороне
Микеле Мороне (енгл. Michele Morrone; Ређо ди Калабрија, 3. октобар 1990) италијански је глумац, манекен, певач и модни дизајнер. Дебитантски албум, Dark Room, објавио је у фебруару 2020. године. Постао је познат по улози Масима Торичелија у еротско-љубавној драми 365 дана из 2020. године.

## Детињство и младост
Рођен је 3. октобра 1990. године у Ређо ди Калабрији. Најмлађи је од четворо деце, а има три старије сестре. Његов отац је радио као грађевинац и умро је 2003. када је Мороне имао 12 година. Његова мајка Анђела, кројачица, и отац Натале су из Битонта, али су се преселили у Мелењано када су им деца била мала како би пронашли боље прилике за запослење.
Одлучио је да постане глумац након што је са 11 година одгледао филм о Харију Потеру. Почео је да глуми у програму у средњој школи. Поновио је прву годину средње школе након што је задржан због лошег понашања. Затим је студирао професионалну глуму у позоришту у граду Павији.

## Приватни живот
Оженио се Рубом Садех, либанском стилисткињом, 2014. године. Славље је одржано у Италији и Либану. Од 2018. нису више заједно.

## Филмографија

### Филм
| Година | Српски наслов      | Изворни наслов  | Улога            | Напомене    |
| ------ | ------------------ | --------------- | ---------------- | ----------- |
| 2017.  | Н/Д                | Who's the Beast | Питер            | кратак филм |
| 2018.  | Н/Д                |                 | Валерио          |             |
| 2019.  | Н/Д                | Bar Giuseppe    | Луиђи            |             |
| 2020.  | 365 дана           |                 | Масимо Торичели  |             |
| 2020.  | Н/Д                |                 | Марчело Бјанчини |             |
| 2022.  | 365 дана: Овај дан |                 | Масимо Торичели  |             |
| 2022.  | Још 365 дана       |                 | Масимо Торичели  |             |

### Телевизија
| Година | Српски назив                  | Изворни назив | Улога            | Напомене   |
| ------ | ----------------------------- | ------------- | ---------------- | ---------- |
| 2015.  | Н/Д                           |               | Бруно Саки       | 1. епизода |
| 2017.  | Н/Д                           |               | Арес             |            |
| 2018.  | Н/Д                           |               | Марчело Ми       | ТВ филм    |
| 2019.  | Медичијеви: Господари Фиренце |               | капетан бода     | 2. епизоде |
| 2019.  | Н/Д                           |               | Клаудио Кавалери | 8 епизода  |